# Sigismund Fromhold Ring
Sigismund Fromhold Ring (ur. na Śląsku, zm. po 1703 w Braniewie) – niemiecki duchowny katolicki, teolog i publicysta.

## Życiorys

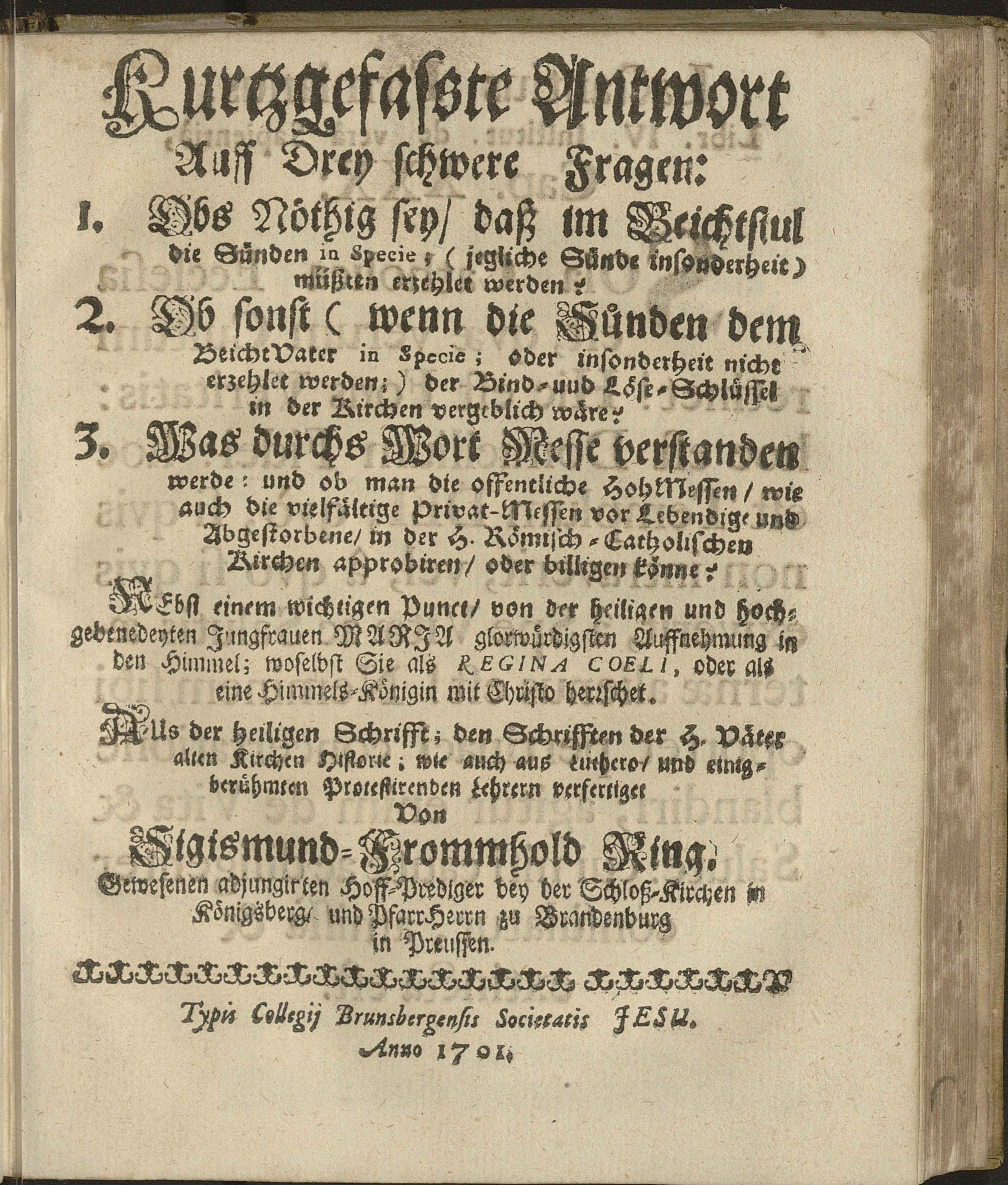
Kurzgefasste Antwort Auff Drey schwere Fragen

Pochodził z Brzegu na Śląsku. Studiował na Uniwersytecie w Rostocku (immatrykulowany 21 listopada1674), następnie studiował na Uniwersytecie Albrechta w Królewcu (immatrykulowany 1 lipca 1676). Był tam uczniem luterańskich teologów, m.in. Christiana Dreiera i Melchiora Zeidlera. Następnie został w Królewcu pomocnikiem kaznodziei zamkowego. Ponieważ należał do zwolenników synkretyzmu religijnego, wpierw musiał złożyć pisemną deklarację odnośnie do swojej postawy religijnej. Ta deklaracja został jednak zakwestionowana, wobec czego musiał złożyć rezygnację z urzędu, która została przyjęta 9 lipca 1686. Wtedy to wyjechał do Berlina na dwór księcia Friedricha Wilhelma, tam w jego sprawie wstawiały się najwyższe kręgi kościelne. Wskutek tego we wrześniu 1686 został zrehabilitowany. W 1688 otrzymał probostwo w Brandenburgu (współcześnie Uszakowo) w Prusach Dolnych. Tam napisał 2 pisma teologiczne, które jednakże zostały wydane drukiem dopiero w 1696 we Wrocławiu. Wkrótce parafianie zaczęli się buntować wobec jego kazań, a także częstych wyjazdów do Braniewa i złożyli skargę do konsystorza biskupiego. Po przesłuchaniu został wszczęty wobec niego proces. Wpierw został suspendowany z urzędu i pozbawiony na pół roku pensji. Sigismund Ring nie czekał jednak na ostateczny werdykt, tylko wkrótce opuścił Brandenburg i z żoną i dzieckiem wyjechał do Braniewa. Tam został przyjęty przez miejscowych jezuitów. 3 lutego 1694 złożył w Królewcu katolickie wyznanie wiary następnie sprawował posługę religijną w Lidzbarku Warmińskim, gdzie został przyjęty wraz ze swoją rodziną przez biskupa. W latach 1696–1697 przebywał w swoich stronach rodzinnych na Śląsku, we Wrocławiu. Od roku 1701 mieszkał ponownie w Braniewie. Tam wydał drukiem rozprawę Kurzgefasste Antwort auff drey schwere Fragen, w której wyłożył powody swojej konwersji religijnej. W 1703 opublikował ostatnią rozprawę Wolgemeynte Antwort auff zwo wichtige Fragen.
Dwóch jego synów uczęszczało do kolegium jezuitów w Braniewie.

## Publikacje[4][5]
- Auf die Himmel besegnete Hochzeit, Brzeg 1666
- Einfältige Betrachtung der Antwort Christi, Reusnerischen Erben, 1681
- Deutliche Erklärung auff die Durch Chur-Brandenburgische Kirchen-Räthe in Berlin formirte drey Fragen, Johann Günther Rörer, Wrocław 1696
- Kurzgefasste Antwort Auff Drey schwere Fragen, Braniewo 1701
- Wolgemeynte Antwort auff zwo wichtige Fragen, Braniewo 1703